# Театральный переулок (Астрахань)
Театра́льный переу́лок — короткий, менее 200 м, переулок в историческом районе Белый город в центральной части Астрахани, проходит с севера на юг, соединяя Ахматовскую и Советскую улицы.

## История
Название переулка утверждено в 1920 году. Театральным назван по первому городскому театру, с 1810 года находившемуся на месте многоэтажного жилого дома на углу Ахматовской улицы и Театрального переулка

## Застройка
- дом 3 —  памятник архитектуры Доходный дом Агамжанова
- дом 5 —  памятник архитектуры Здание армянского подворья
- дом 6 —  памятник архитектуры Здание агабабовского мужского училища